# Gustav Tünschel

Kaiser-Wilhelm-Feste (1905), in der Tünschel diente

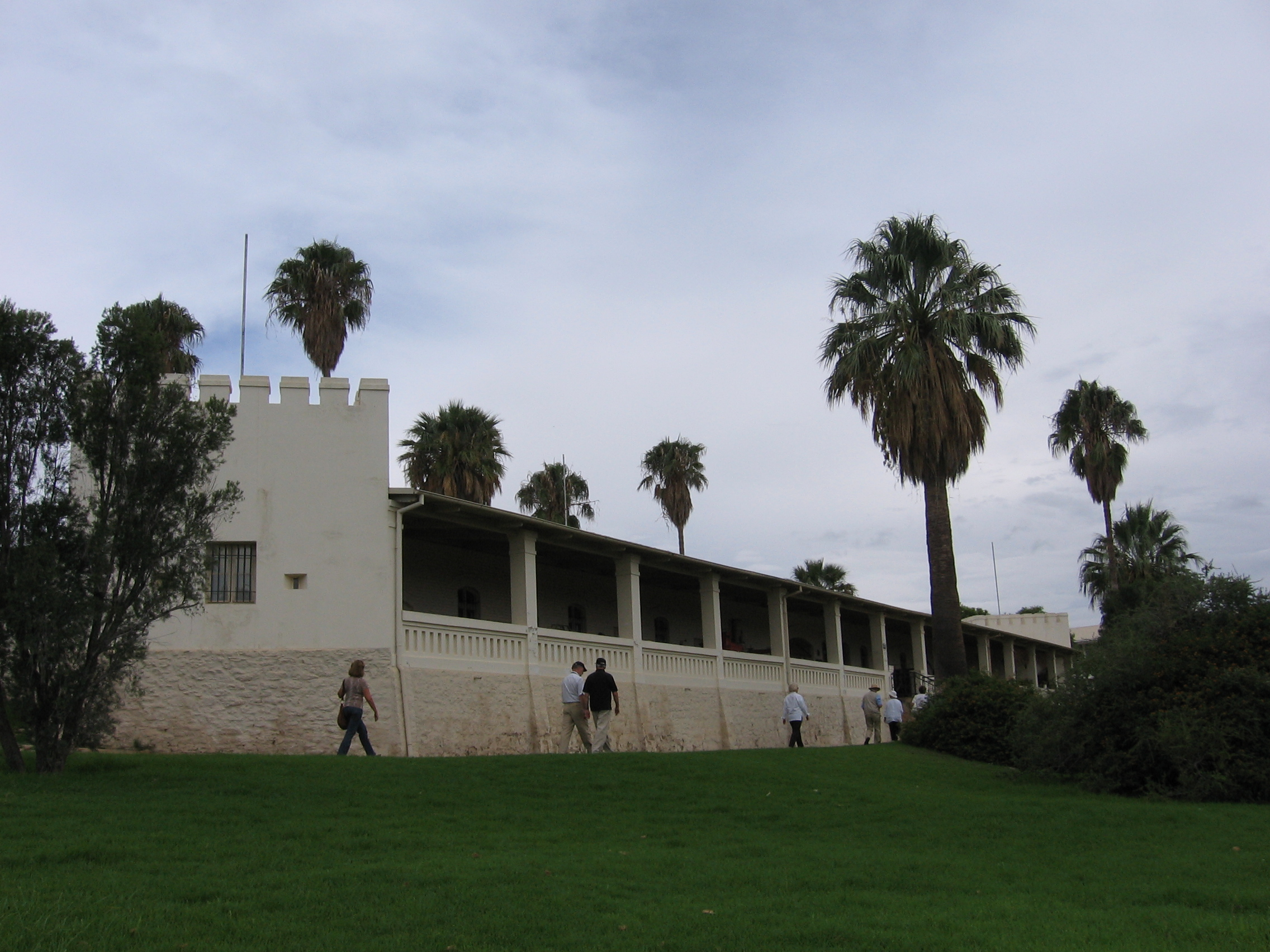
Alte Feste (2008), an deren Bau Tünschel beteiligt war

Christian Gustav Tünschel (* 7. August 1866 in Markwerben, Deutsches Reich; † Juni 1952 in Windhoek, Südwestafrika) war ein deutscher Schutztruppler und Maurer in Deutsch-Südwestafrika, dem heutigen Namibia. Er war maßgeblich an der Gründung des modernen Windhoek beteiligt.
Tünschel wurde als Sohn von Christian Gottlob Tünschel und Wilhelmine Enke geboren, die 1858 geheiratet hatten. Nach seiner Ausbildung zum Maurer meldete sich Gustav Tünschel zum Militärdienst. Er reiste als Freiwilliger im Alter von 24 Jahren nach Deutsch-Südwestafrika und landete dort am 18. Januar 1890 (andere Quellen sprechen vom 25. Januar 1890 in Sandwich Harbour) an. Dort diente er vor allem in der Kaiser-Wilhelm-Feste in Tsaobis, ehe ihn Curt von François nach Windhuk versetzte. Tünschel erhielt den Befehl eine Feste zu bauen, deren Grundstein am 18. Oktober 1890 gelegt wurde. Dieses Datum gilt als Gründung der heutigen namibischen Hauptstadt. Der Bau wurde zwei Jahre später abgeschlossen. Die Alte Feste ist seit 1957 ein namibisches Nationaldenkmal und Teil des namibischen Nationalmuseums.
Tünschel war fortan an weiteren Bauprojekten beteiligt. Nach Ende seiner Freiwilligenzeit bei der Schutztruppe machte sich Tünschel selbständig. Er heiratete Magdalena Hildegard Parsche (* 1874; † 24. Mai 1951), mit der er vier Kinder hatte. Ab 1927 war Tünschel als Maurer für die Stadtverwaltung Windhoek tätig.
Gustav Tünschel erhielt zum 60. Jubiläum der Gründung Windhoeks am 18. Oktober 1950 die Ehrenbürgerschaft als Mitbegründer der Stadt. Nach ihm ist eine Straße in Windhoek-Pionierspark benannt.